# Palazzo San Martín
Palazzo San Martín (in spagnolo Palacio San Martín) è la sede cerimoniale della Cancelleria del Ministero degli Esteri dell'Argentina. È situato nel quartiere porteño di Retiro e si affaccia su Plaza San Martín.

## Storia
Fu costruito tra il 1905 ed il 1909 su incarico di Mercedes Castellanos Anchorena, esponente di una delle famiglie aristocratiche più importanti di Buenos Aires. L'architetto Alejandro Christophersen concepì una fastosa struttura in stile Beaux-Arts costituito da tre fabbricati collegati tra di loro. Nel 1936 il palazzo Anchorena, com'era noto fino a quel momento l'edificio, fu acquistato dal ministero degli Esteri che lo trasformò nella sua sede. Gli uffici ministeriali vennero trasferiti in un apposito edificio, situato sul lato opposto della strada, solamente nel 1998, da allora palazzo San Martín ospita solamente cerimonie ufficiali con autorità e diplomatici stranieri.
Al suo interno custodisce una collezione d'arte precolombiana nonché alcune opere di artisti argentini e latinoamericani del XX secolo tra cui Antonio Berni, Pablo Curatella Manes, Lino Enea Spilimbergo e Roberto Matta.